# Берка/Верра
Берка/Верра (нім. Berka/Werra) — місто в Німеччині, розташоване в землі Тюрингія. Входить до складу району Вартбург. Центр об'єднання громад Берка/Верра.
Площа — 56,93 км2. Населення становить Невірний параметр metadata 16 063 007 ос. (станом на 31 грудня 2021).

## Галерея

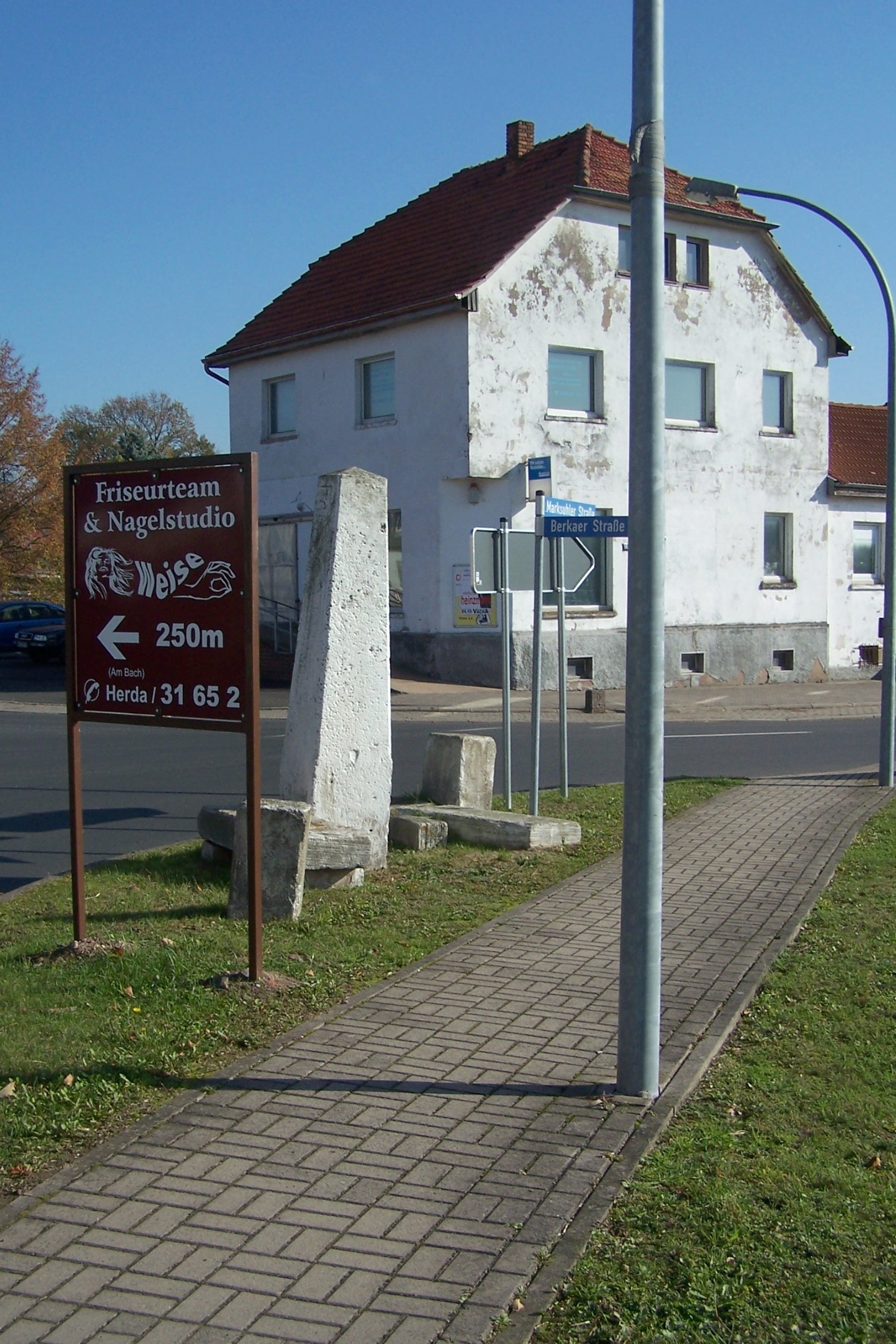
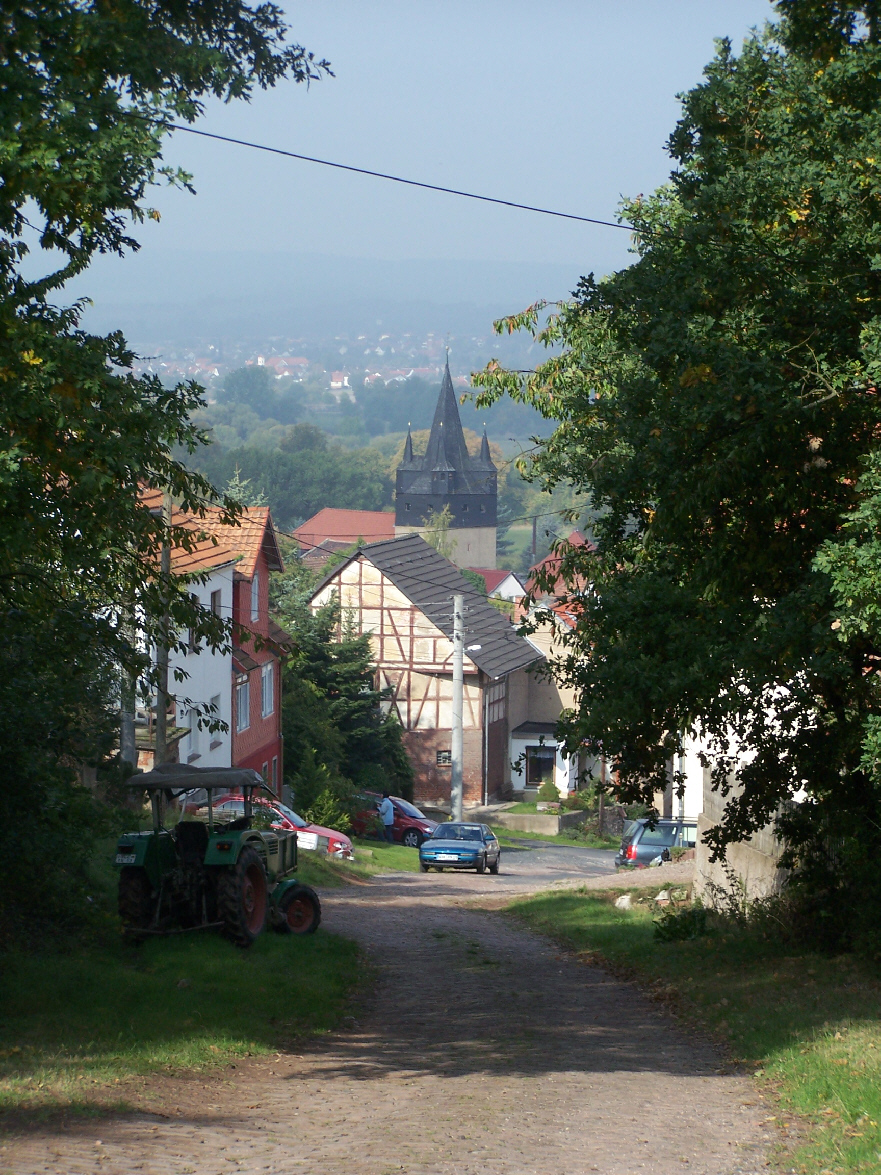
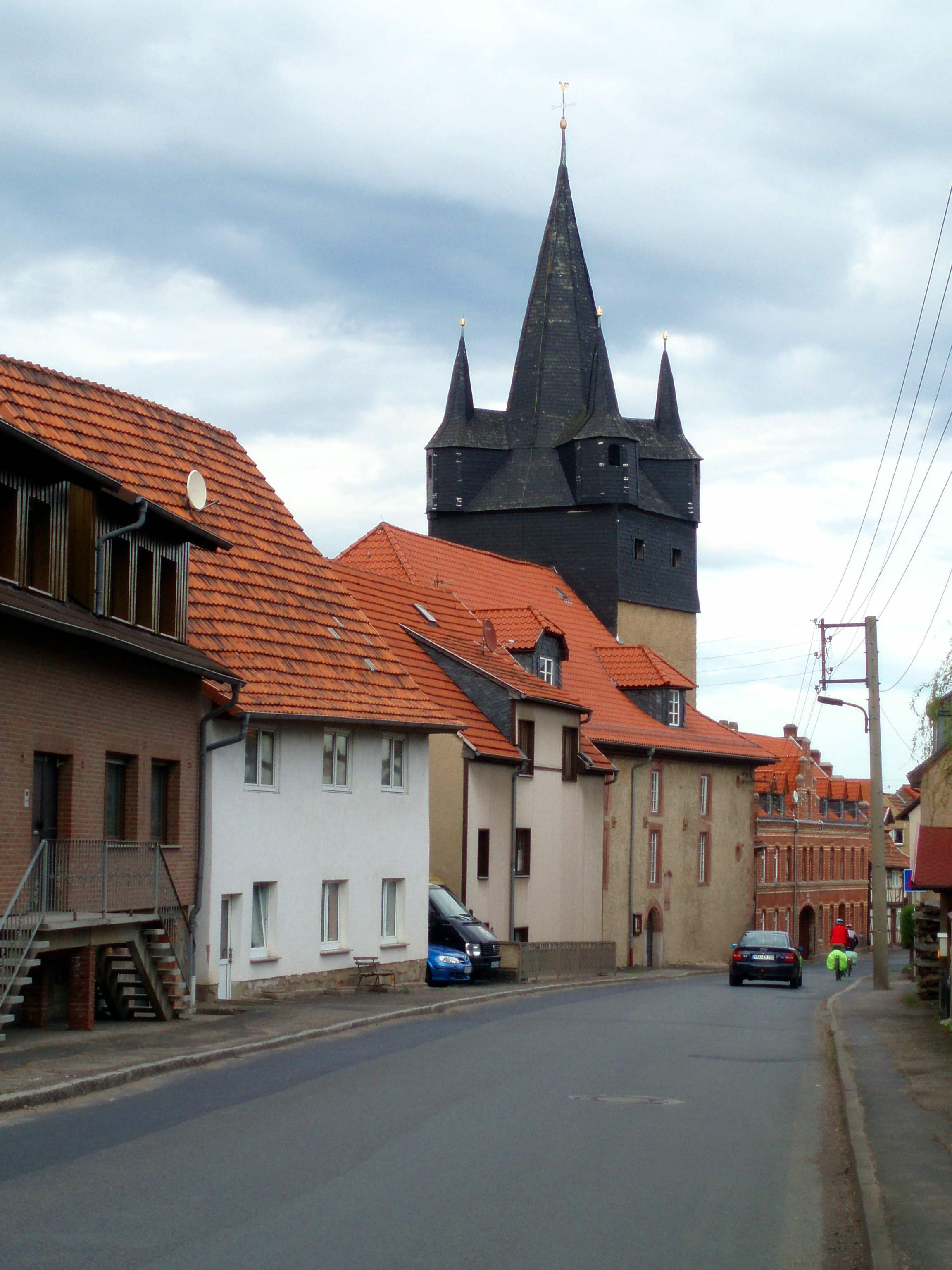
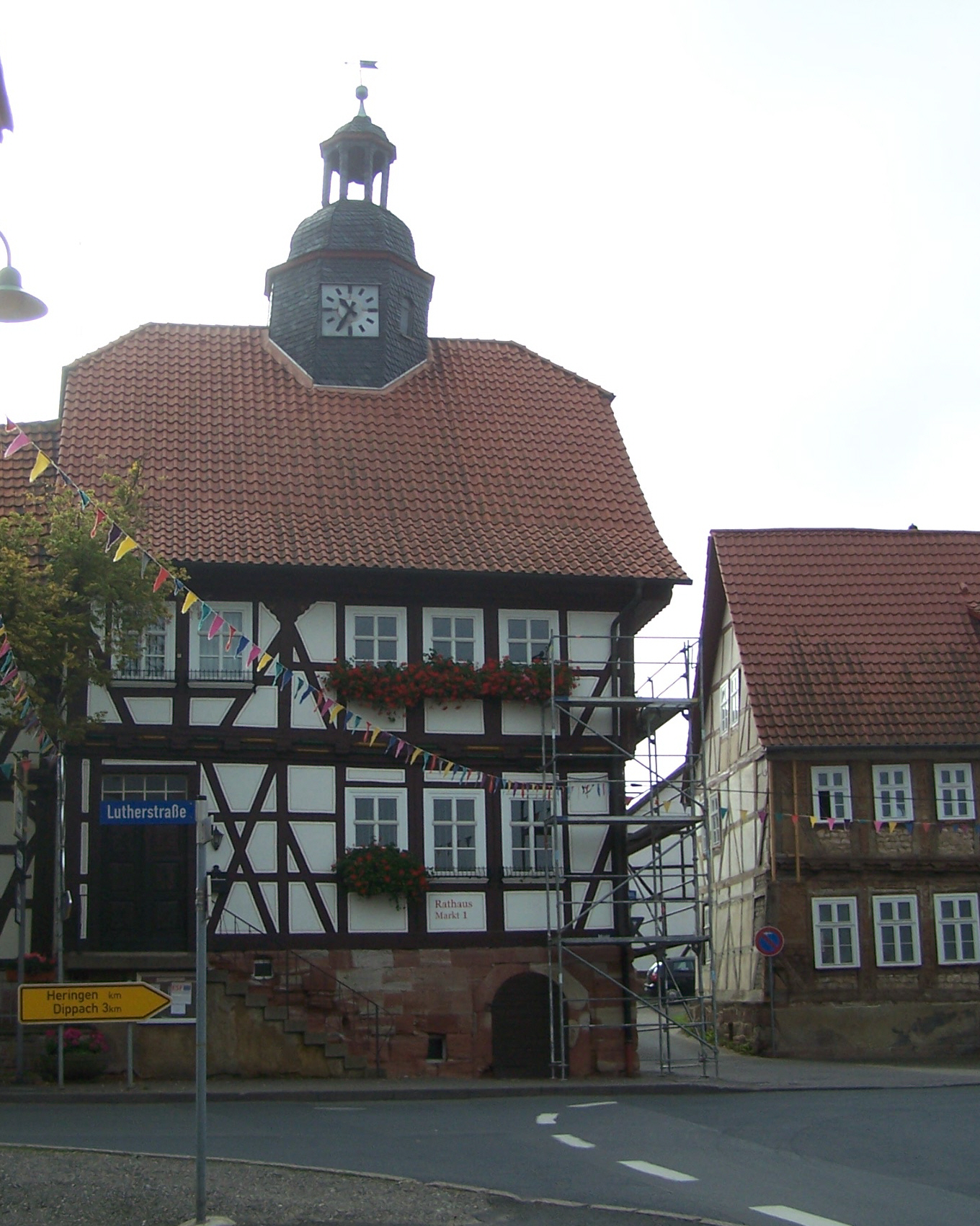
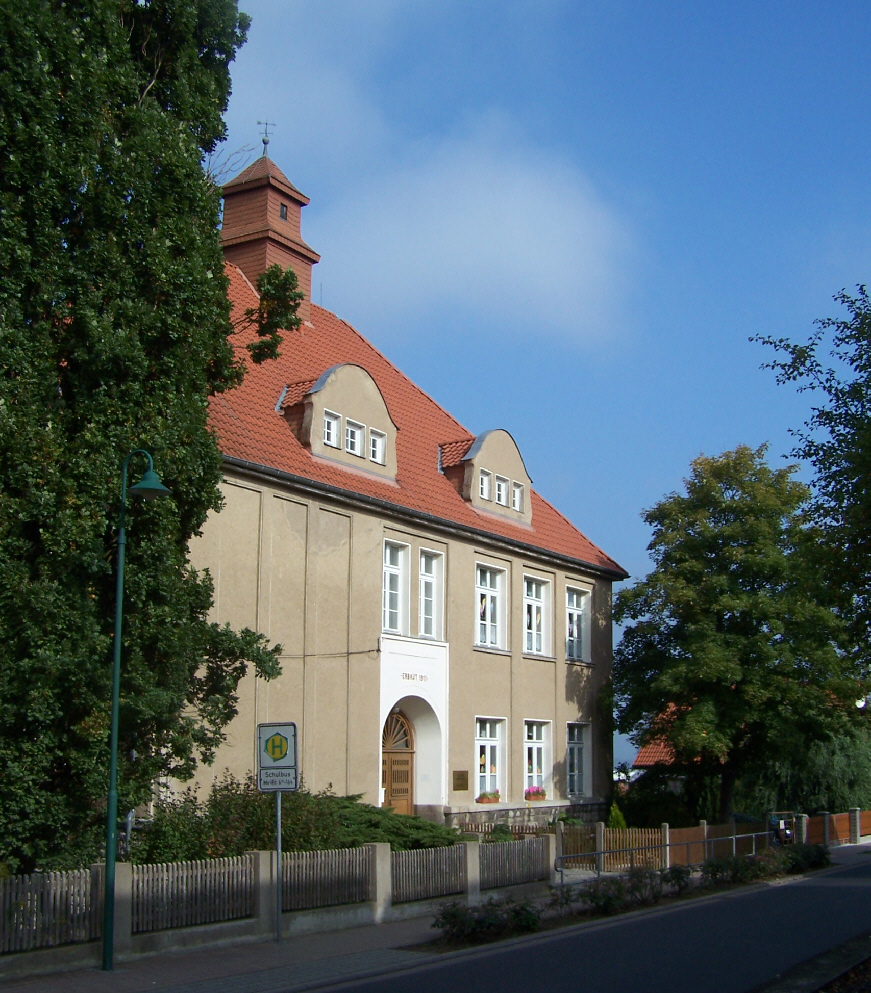
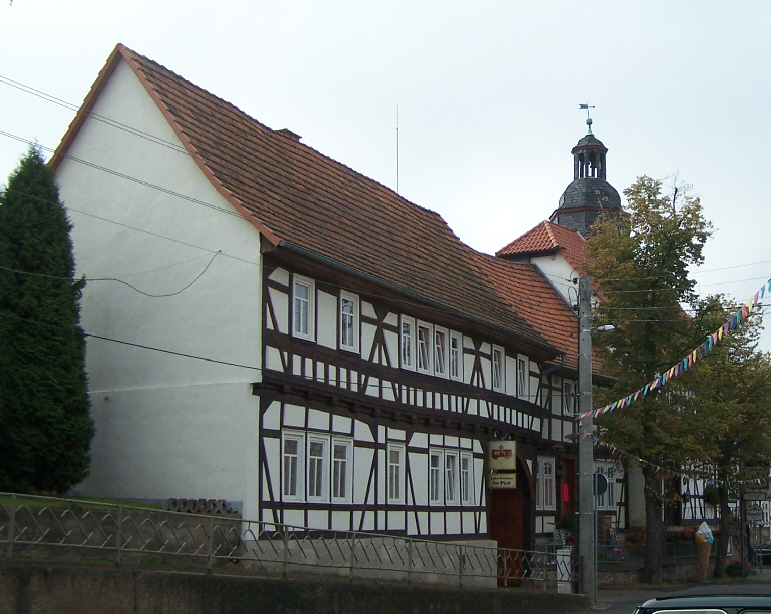